# Kolektywizacja
Kolektywizacja – nadawanie formy zbiorowej, czyli kolektywnej, na przykład przekształcanie indywidualnych gospodarstw rolnych w spółdzielnie rolnicze (zob. RSP, Kołchoz), warsztatów rzemieślniczych w spółdzielnie produkcyjne itp.
Kolektywizacja rolnictwa to przymusowe wstępowanie rolników do spółdzielni, połączone z procesem łączenia gruntów rolnych we wspólnoty spółdzielcze.
Proces kolektywizacji cechują najczęściej: zastosowanie środków przymusu ekonomicznego, w szczególności system przymusowych dostaw żywności (kontyngentów) oraz zwiększone obciążenia podatkowe, oddziaływanie aparatu administracyjnego, policyjnego i propagandowego oraz przemoc fizyczna prowadząca do terroru państwowego.